# ノルウェーのイスラム教

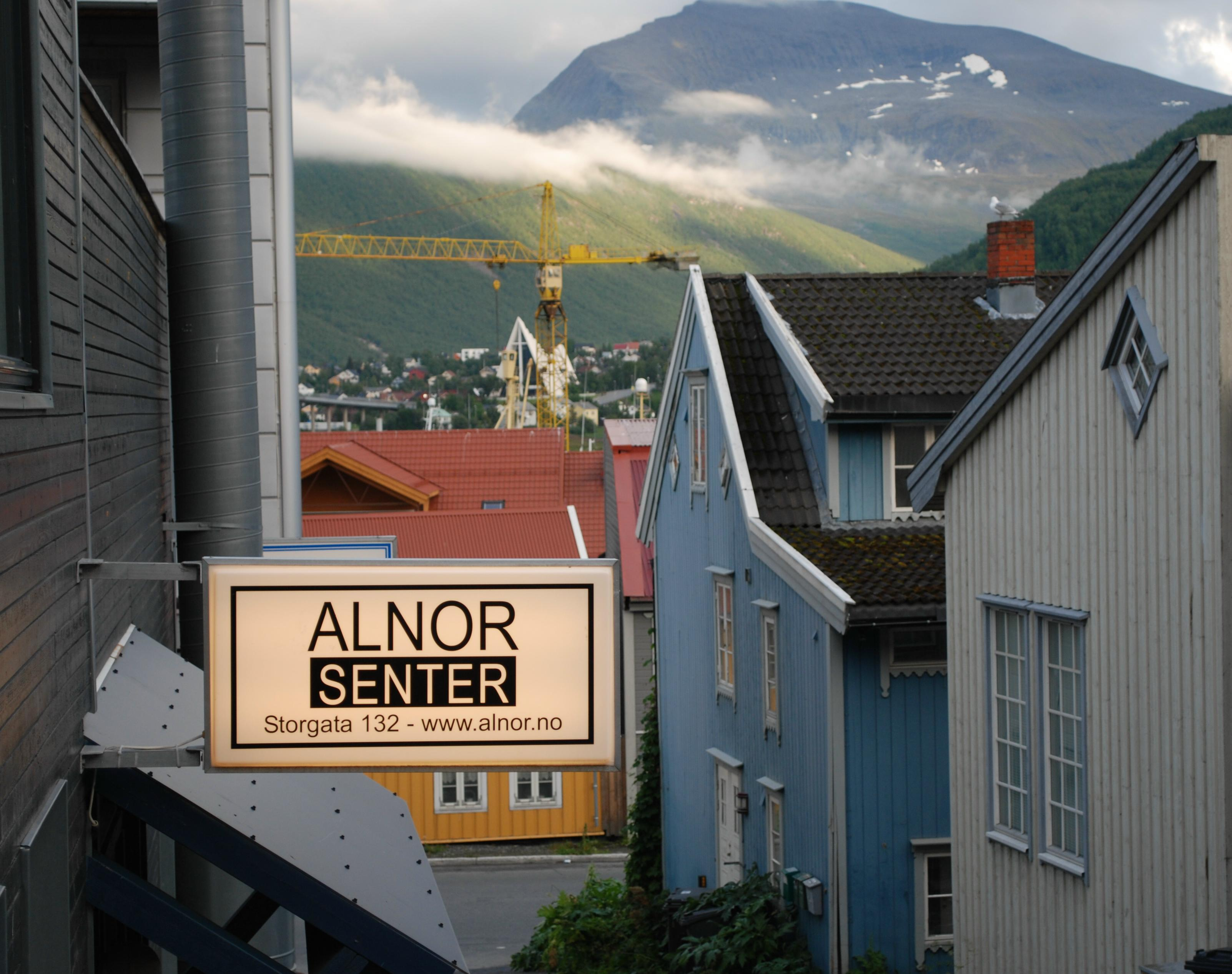
トロムソにある世界最北のモスク。

本項目では、ノルウェーのイスラム教について記述する。
イスラム教はノルウェー国内において少数派宗教のうち最大の信者数を有し、ムスリム（イスラム教徒）は全人口の2.0～3.4%を占めている。2007年、ノルウェー政府統計局は国内のイスラム教コミュニティに属する信徒数を79,068人と発表した。この数字は2006年の数字を10％以上上回っている。国内のムスリムのうち、約56%がオスロとアーケシュフース県に居住している。学術的な概算によれば、ノルウェー国内でイスラム教を信仰する者は120,000（2005年）～163,000人（2009年）とされている。このうち、多数派は移民であり、移民の中ではパキスタン系住民が最大のイスラム教コミュニティを形成している。

## 歴史
アイスランド年代記には、1260年代、ホーコン4世ホーコンソン王が珍品を持たせてチュニジアのムスリム・スルタンへと外交使節を派遣した返礼として、ノルウェーにチュニジアのムスリム・スルタンから外交使節が到着したことが記されている。しかしながら、国内のムスリムの人口は20世紀後半まで目立った数字ではなかった。ムスリムの割合が多い国々からのノルウェーへの移民は他の西ヨーロッパ諸国よりも遅く、1960年代後半まで増加ペースが上がることはなかった。1975年、ノルウェーへの労働移民が停止されたが、家族の移住に関してはその後数年間規制が比較的緩やかであった。
ノルウェー国内のムスリムの数は1980年に初めて国家統計局により調査された。この時の数字は1006人であった。この統計は公認されたイスラム教コミュニティの成員数にもとづいており、数字が小さい理由は、ムスリムのうちモスクの成員になる者が非常に少数であったことによるものと考えられる。宗教歴史学者のKari Vogtは1980年当時、ノルウェー国内のムスリムの10%がモスクの成員であったと試算しており、この数字は1998年までに70%にまで割合が上昇している。モスクの成員になるという発想は、ムスリムの多い国からの移民の多くにとってはなじみのないものであった。ノルウェーでは国教会以外の宗教団体に対する政府の補助金支給は団体の登録人数に基づいて行われるため、モスクは成員の登録を行う必要がある。モスクの登録人数は2004年には80,838人へと増加したが、2006年には72,023人へと減少している。この現象の理由の一つとしては、統計局の算定方法の変更が考えられる。
イスラム教をひとつの宗教とみなした場合、1990年代末にイスラム教は、カトリック教会とペンテコステ派を抜いてノルウェー国内の少数派宗教のうち最大の宗教となった。2004年時点で、登録されたムスリムは92の異なるイスラム教コミュニティの成員であり、これらのコミュニティのうち40はオスロもしくはアーケシュフース県に本部がある。

## 人口

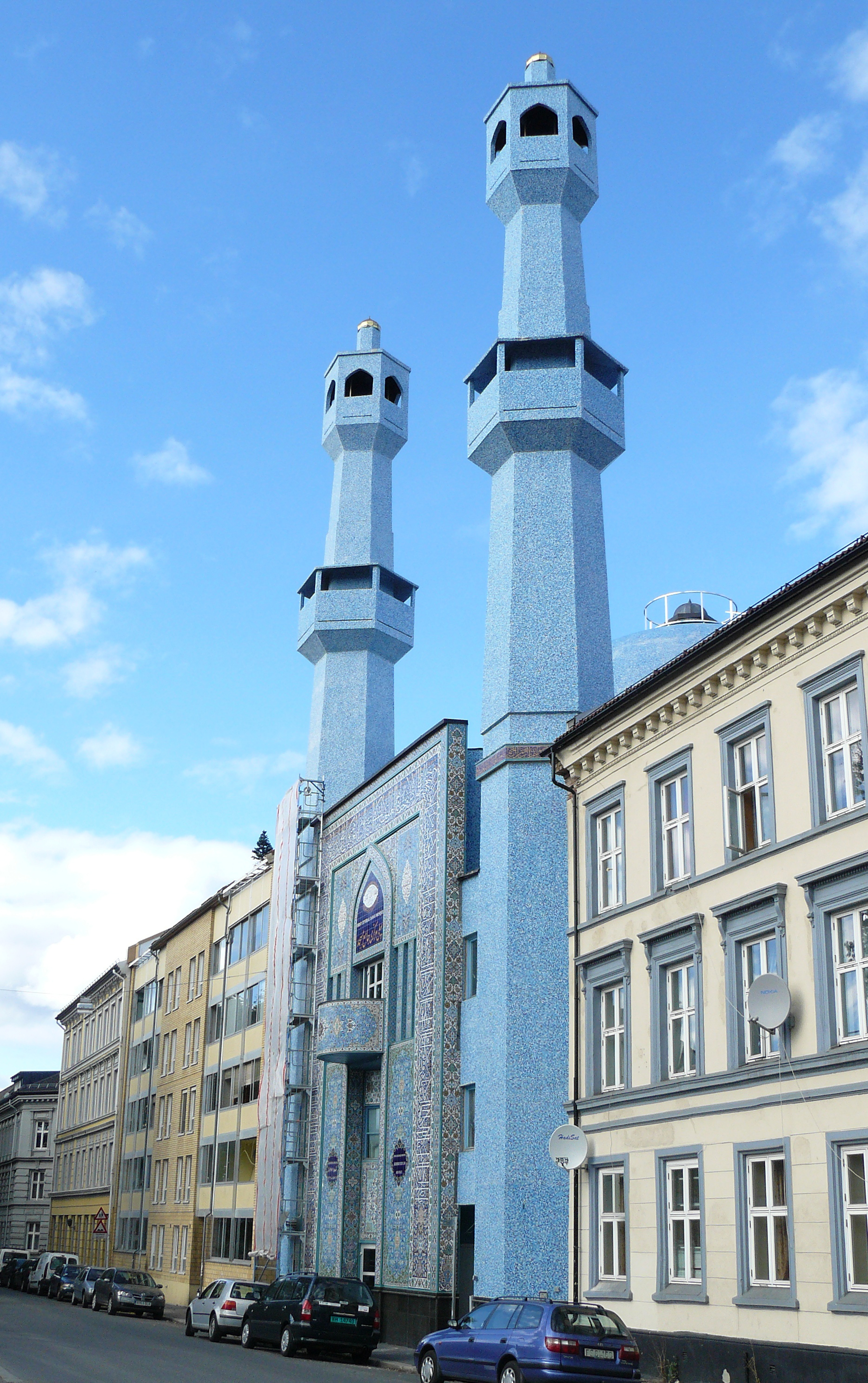
オスロにあるモスク、World Islamic Mission

ノルウェーのムスリムコミュニティは非常に細分化されており、多くの異なる民族的・宗教的背景を有している。Kari Vogtによる2000年の試算では、ノルウェー人のイスラム教への改宗者は約500人である。残りのイスラム教徒はほとんどが移民第一世代もしくは第二世代であり、様々な国からノルウェーへとやってきている。ノルウェー国内のムスリムの有力派閥はパキスタン系、イラク系、ソマリア系、ボスニア・ヘルツェゴヴィナ系である。
| 出自                       | 人数（2008年） |
| -------------------------- | -------------- |
| パキスタン                 | 30,134         |
| ソマリア                   | 27,881         |
| イラク                     | 21,795         |
| ボスニア・ヘルツェゴヴィナ | 15,649         |
| イラン                     | 15,134         |
| トルコ                     | 15,003         |
| 改宗者                     | 900 - 1,000    |

詳細は不明ではあるが、上記移民はおそらく高率でムスリムである。言い換えると、ノルウェーのムスリムの最大派閥はパキスタン系であるものの、出身国別に見れば、単独でノルウェー国内のムスリム人口の4分の1を超えるコミュニティはない。
トルコ系、パキスタン系、イラン系のコミュニティはすでにノルウェーに定着している。イラン系ノルウェー人の55%が10年以上ノルウェーに居住している。イラク系はより最近になって出来上がったグループであり、イラク系コミュニティに属する者の80%がノルウェー居住10年以下である。
1990年代、バルカン半島から、主にボシュニャク人の亡命希望者が押し寄せた。近年の移民の大半は、出身国にいた家族をノルウェーに呼び寄せたものである。

### 地域別の信者数
| 地域                       | 総人口   | ムスリムの数 | 割合 |
| -------------------------- | -------- | ------------ | ---- |
| オスロ                     | 586,860  | 44,583       | 7.5% |
| テレマルク県               | 168,231  | 10,369       | 6.1% |
| ブスケルー県               | 257,673  | 8,097        | 3.1% |
| エストフォル県             | 271,662  | 7,460        | 2.7% |
| ローガラン県               | 427,947  | 6,565        | 1.5% |
| ホルダラン県               | 477,175  | 3,721        | 0.7% |
| ヴェストフォル県           | 231,286  | 3,276        | 1.4% |
| ソール・トロンデラーグ県   | 290,547  | 2,679        | 0.9% |
| アーケシュフース県         | 536,499. | 2,524        | 0.4% |
| ヴェスト・アグデル県       | 170,377  | 2,212        | 1.2% |
| ヘードマルク県             | 190,709  | 1,438        | 0.7% |
| オップラン県               | 185,216  | 1,349        | 0.7% |
| ヌールラン県               | 236,271  | 1,030        | 0.4% |
| ムーレ・オ・ロムスダール県 | 251,262  | 982          | 0.3% |
| アウスト・アグデル県       | 108,499  | 821          | 0.7% |
| トロムス県                 | 156,494  | 717          | 0.4% |
| ヌール・トロンデラーグ県   | 131,555  | 508          | 0.3% |
| ソグン・オ・フィヨーラネ県 | 107,080  | 387          | 0.3% |
| フィンマルク県             | 72,856   | 235          | 0.3% |

### 地方別の信者数
| 地域           | 総人口    | ムスリムの人口 | 割合 |
| -------------- | --------- | -------------- | ---- |
| 東部           | 2,428,136 | 79,096         | 3.2% |
| 西部           | 1,263,464 | 11,655         | 0.9% |
| トロンデラーグ | 422,102   | 3,187          | 0.7% |
| 南部           | 278,876   | 3,033          | 1.0% |
| 北部           | 465,621   | 1,982          | 0.4% |

| 年   | ムスリムの数 | 割合  |
| ---- | ------------ | ----- |
| 1980 | 1,006        | 0.02% |
| 1990 | 54,000       | 1.3%  |
| 2000 | 56,458       | 1.3%  |
| 2010 | 144,000      | 3.0%  |
| 2030 | 359,000      | 6.3%  |

## 集会

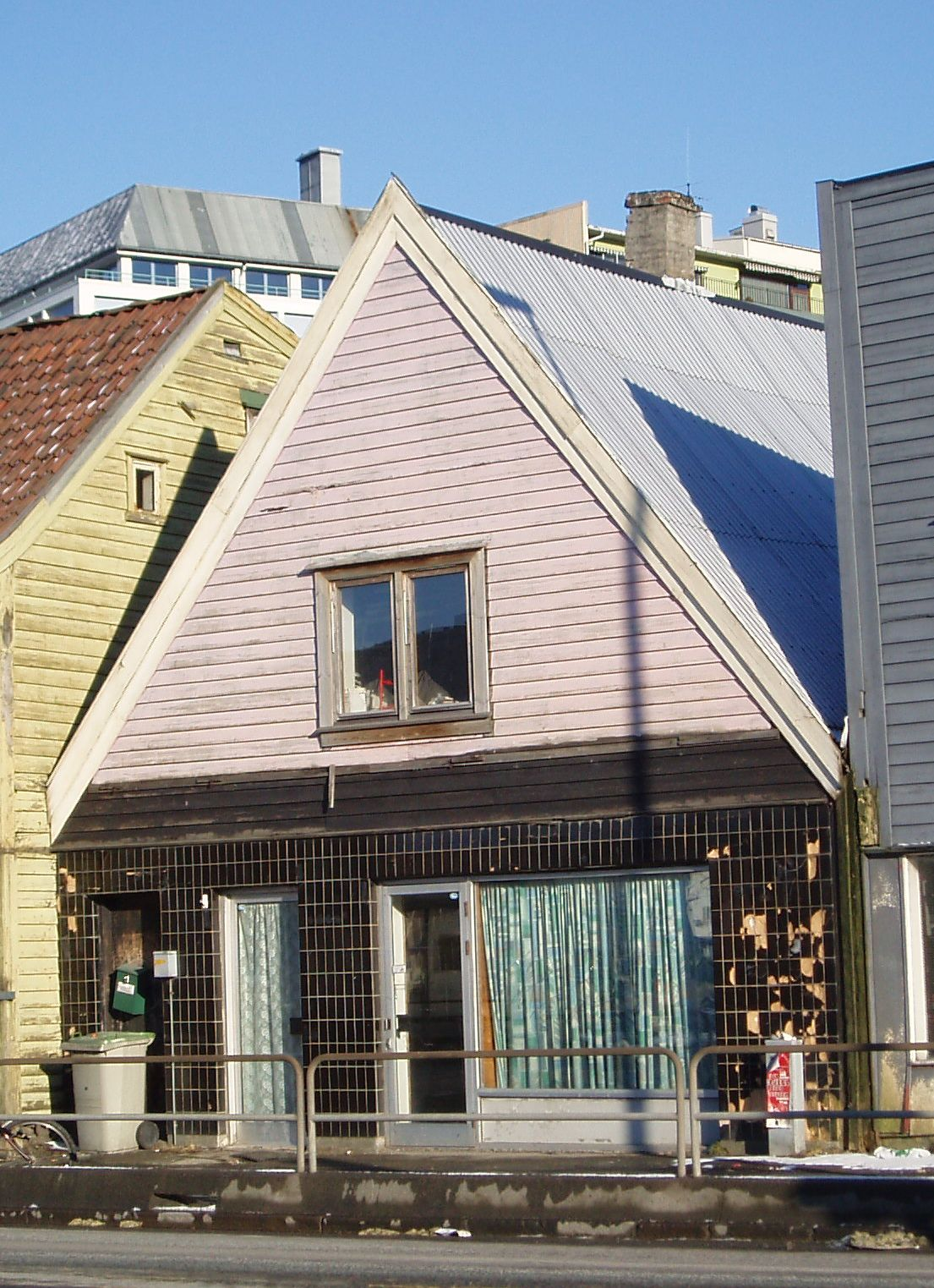
ベルゲンイスラム協会（Det Islamske Forbundet i Bergen）のモスク。国内の大部分のモスクと同様、通常の建築物の中に設置されている。

モスクは単に祈りの場所としてだけでなく、少数派の成員のための集会の場としても重要である。いくつかのモスクではさまざまな形での社会活動を行なっており、たとえば重要なものとして、死去した信徒を埋葬のため出身国へ移送するなどしている。大部分のモスクは通常の街区の中に位置しており、街の中ではあまり目立たない。

### スンナ派
ノルウェー国内初のモスクはノルウェーイスラム文化センターであり、1974年にオスロに開設された。モスク開設は、デンマークのコペンハーゲンに既に開設されていたイスラム文化センターの支援を受けパキスタン系の者が主導して行われた。新たなモスクはスンナ派のデオバンディー派を信奉していた。
ノルウェー国内ではバレールヴィー派の信者がパキスタン系の大部分を占めていたが、すぐに自分たちの宗派独自のモスクを開設する必要性を感じ、1976年に「Central Jama'at-e Ahl-e Sunnat」を開設した。このモスクは現在、国内第二の規模のモスクであり、5000人以上の信徒を擁する。

### シーア派
ムスリム人口が増加するに連れて、モスクの数も急速に増加した。ムスリムの合計者数が少ない間は、多くの異なるグループが一つのモスクに集うことは自然であった。しかし、異なる地域からの移民グループの数が増加するにつれて、民族出自や言語や宗派が異なる人々のためにそれぞれ別のモスクを求める要望が強まっていった。国内初のシーア派のモスクである「Anjuman-e hussaini」は1975年に設立され、1980年代前半には、モロッコ系やトルコ系住民のためのモスクがそれぞれ建設された。

### スーフィズム
2005年まで、ノルウェーにある本格的なモスクは1箇所だけであった。これは1995年に、スーフィズムの影響を受けたスンナ派系のWorld Islamic Missionによってオスロに建設されたものである。Minhaj-ul-Quran Internationalは1987年に自派のモスクと文化センターを開設した。2000年、このモスクはノルウェー国内においてアザーン（礼拝への呼びかけ）を始めた初のモスクとなった。当初、このモスクはガムレ・オスロ地区当局から週に1回アザーンを行う許可を受けていた。これに対し進歩党から地区当局に取消請求があった。オスロとアーケシュフース県の首長（fylkesmann）は、アザーンに際しいかなる許可も必要ないと述べ、アザーンをモスク自身の判断に委ねることにした。モスクはアザーンを週1回に限ることを決めた。

### アフマディーヤ
ノルウェーにおけるアフマディーヤ・ムスリムコミュニティは1957年に設立された。アフマディーヤのモスクには、1980年8月1日にオスロに開設されたヌール・モスクや、スカンジナビア最大のモスクであるバイトゥン・ナスル・モスクなどがある。

## ムスリム組織

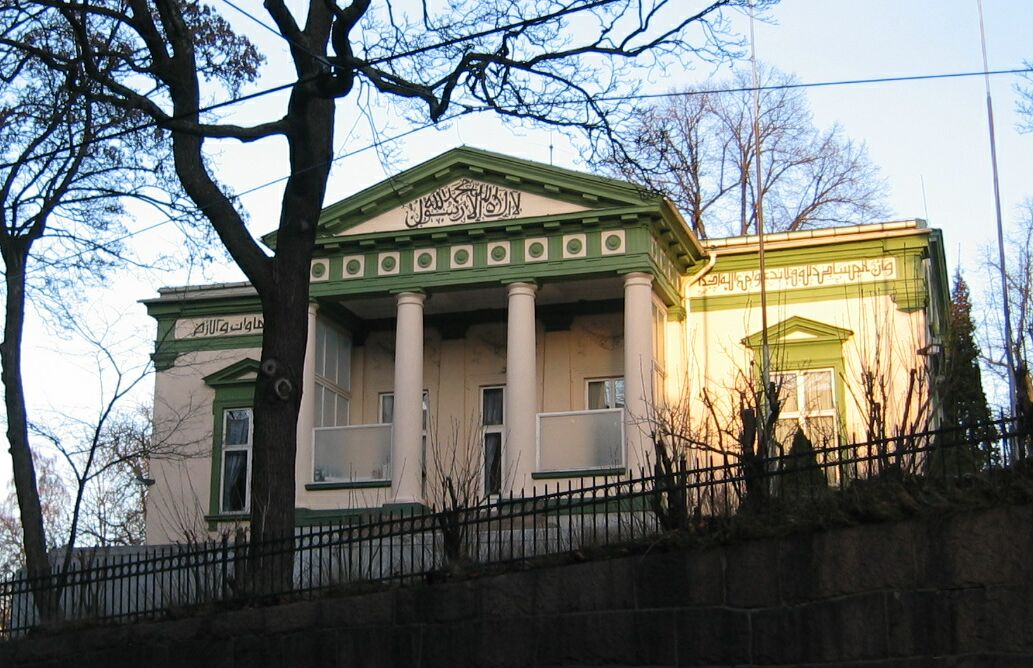
オスロにあるアフマディーヤ・ムスリムコミュニティのモスク

ノルウェー国内最大のムスリム組織はノルウェーイスラム協議会であり、これは各ムスリム団体・組織の統括組織である。宗派によらないイスラム教コミュニティは他にも存在する。Minhaj-ul-Quranモスク・コミュニティセンターは1987年にオスロで設立された。1991年、ノルウェー人改宗者であるNina Torgersen主導のもと、ノルウェーイスラム婦人会（Islamsk Kvinnegruppe Norge）が設立された。1995年、オスロ大学でムスリム学生会 (Muslimsk Studentsamfunn）が、Mohammad Usman Ranaのようなオスロ大学職員も参加して設立され、ノルウェーの公的な場における重要な発信源となっている。2008年に設立されたイスラムネットはノルウェー国内で最も会員数を伸ばしているムスリム組織である。
イスラム教組織である「ウルテハーゲン（Urtehagen）」は1991年にノルウェー人のイスラム教改宗者であるTrond Ali Linstadにより設立された。この組織は当初幼稚園と学童クラブを運営していた。Linstadは、まず1993年に私立のムスリム学校開設を申請した。グロ・ハーレム・ブルントラント首相率いるノルウェー労働党政権は1995年に「子供の差別意識を助長する」としてこの申請を却下した。1997年に労働党政権が退陣しキリスト教民主党のヒェル・マンネ・ブンネヴィークを首班とする政権が誕生すると、Linstadは再び学校開設を申請、1999年にはムスリム学校の開設が認可され、2001年8月、ウルテハーゲン・スクール（Urtehagen friskole）が生徒75人で開校した。しかし、学校内部の対立から2004年春には閉鎖となった。2006年、ドランメンに同様の学校設立計画が持ち上がったが、2005年の選挙で新たに政権に就いた左派政権（労働党、社会主義左翼党、中央党による連立政権）はあらゆる私立学校の新規設立を停止したため、計画は頓挫した。以降今日まで、ノルウェーにはムスリム専用の学校は存在していない。

## 参考資料
- "Religious communities and life stance communities, 1 January 2012," Statistics Norway (Published: 4 December 2012). Retrieved 24-11-2013.
- Statistics Norway: Who do immigrants in Norway marry?
- Islamic Council Norway（ノルウェー語）
- Jørgen S. Nielsen, Muslims in Western Europe (Edinburgh, 1992)
- Kari Vogt, Islam på norsk - Moskeer og islamske organisasjoner i Norge (Oslo: Cappelen Damm, 2000, 2008). ISBN 9788202293468